# Citrongræs
Citrongræs (Cymbopogon) bliver ofte anvendt som krydderi i asiatisk mad (specielt mad fra Vietnam, Thailand, Laos og Malaysia).
Citrongræs smager af citrus og kan anvendes både tørret og frisk. 
Stilken kan ikke spises, da den er for hård. Dog hakkes og koges stilken ofte med i supper, men fjernes inden servering.

## Andre anvendelser
Citrongræs bliver også anvendt som duftstof i parfumer og olier. Citrongræs kan på grund af dets stærke lugt anvendes til at holde insekter væk.